# ۷۶ (پیش از میلاد)
۷۶ (پیش از میلاد) ۷۶مین سال قبل از تقویم میلادی است.